# Łaganów
Łaganów – wieś w Polsce położona w województwie małopolskim, w powiecie proszowickim, w gminie Proszowice.

## Historia
Miejscowość ma metrykę średniowieczną i jest notowana od XIV wieku. Po raz pierwszy w 1341 jako Laganow, 1386 Laczanow, Lacanow, 1388 Langanow, 1404 Lganow, 1409 Lagonow, 1449 Løganow, 1459 Ląganow, 1479 Langanowicze, Laganowicze .
W latach 1975–1998 miejscowość administracyjnie należała do województwa krakowskiego.
Z miejscowości pochodzi biskup pomocniczy diecezji sosnowieckiej Piotr Skucha.
W Łaganowie urodził się Zenon Kulesza, poseł na Sejm PRL VI kadencji. Posłem z ziemi proszowickiej został wybrany 19 marca 1972 roku.